# Enewold Christian Alsen
Enewold Christian Alsen (* 12. November 1777 in Groß Wittensee; † Ende Januar 1833 in Sonderburg) war ein deutscher Jurist.

## Leben
Alsen begann im Jahr 1796 sein Rechtsstudium an der Universität in Kiel. Nach erfolgreichem Abschluss begann er, als Advokat in Flensburg tätig zu werden und wurde im Jahr 1810 Untergerichtsadvokat in Sonderburg. Seit 1811 war er dort als Notar tätig.

## Veröffentlichungen
- Bemerkungen über den Aufsatz des Grafen Baudissin in den Kieler Blättern, Bd. 3, H. 3: Über den Werth und die Bestimmung des Adels und seinen Standpunkt im Staate und in der Gesellschaft. Sonderburg 1817. Timmermann. 32 S.[2]
- Klagen eines Lutheraners, veranlaßt durch das Reformationsfest und verfaßt von Advokat Alsen. Frei und wahr. Das. 1817[3]
- Freimüthige Bemerkungen über verschiedene processualische Mängel in den Herzogthümern Schleswig und Holstein zur Abhülfe derselben. Das. 1818, auf Kosten des Verfassers gedruckt bei Wiswe. Hamburg, Herold in Comm. 100 S.[4]
- Processualischer Vorfall. in den Prov. Ber. 1818, H. 4, S. 467–472[5]